# Сулейман-бек Крызский
Сулейман-бек Крызский (крыз. Кърыцӏаь Сулейман-бек) — военный русской царской армии, аксакал села Крыз .

## Биография
Сулейман-бек происходил из села Крыз. Служил в русской армии 25 лет, участвовал в русско-турецких войнах XIX века. За храбрость был удостоен звания бека и награждён Георгиевским крестом.
После отставки вернулся в Крыз, где как уважаемый аксакал участвовал в управлении села.
Отличался строгостью и справедливостью. Например, требовал охранять посевы от скота, а посягнувших на чужое овец велел резать и раздавать мясо народу. Однажды он увидел овец, разгуливавших среди пшеницы. Возмущенно обратился к слугам – мол, что такое? Ему ответили, что это его овцы. Тогда Сулейман-бек велел зарезать своих овец и раздать мясо: закон для всех одинаков.
Похоронен в родном селе.
Сын, Садыг-бек, получил военное образование в Санкт-Петербурге. Убит в 1920 году большевиками неподалёку от дороги Губа — Хачмаз.